# Národní zeměvid Rakouské říše dle Šafaříka
Národní zeměvid Rakouské říše dle Šafaříka je historická národopisná mapa vytvořená podle rukopisu Pavla Josefa Šafaříka v roce 1849. Zobrazuje hranice zemí, města, vodstvo a složení obyvatel v Rakouském císařství.

## Popis
Mapa je na jediném nepodlepeném papíru o velikosti 44 x 36 cm. Obsahuje jednoduše zdobený název s tiráží, legendu, tabulku s počty obyvatel různých národností a samotný mapový rám. Měřítko a směrová růžice chybí.
Samotná mapa zabírá 33 x 24 cm z celého papíru. Kombinací černého i barevného značení jsou zde zakreslena důležitá města, říční síť a jednotlivé menší územní celky. Mapa zobrazuje Rakouské země, ale nechybějí zde ani popisy některých důležitých měst za hranicemi Říše (především z Německa), stejně jako zakreslení různých národností v bezprostřední blízkosti hranic. 
Hranice jednotlivých zemí v Říši jsou znázorněny světle červenou čarou, která překrývá původní přerušovanou černou linii z originálního rukopisu, hranice národností či jazykové tečkovanou a vodstvo plnou černou čarou. Plochy s jednotlivými národnostmi jsou vyznačeny různými druhy šrafování a na rozdíl od původního rukopisu i různým vybarvením.
Legenda v pravém dolním rohu obsahuje pouze informace o tom, jaký typ čáry značí jaké typy územních celků a jaká barva znázorňuje jakou národnost. U každého národa je také uveden celkový počet obyvatel v Říši. Slovanů je 16 miliónů, Němců 7 miliónů, Vlaši či Italiané představují skupinu 5 miliónů, Valaši či Rumuni čítají 2 milióny a Maďaři či Uhři 5 miliónů. Tabulka v levém horním rohu se věnuje počtu obyvatel jednotlivých větví slovanských národů jak na mapě, tak i na celém světě, kde uvádí celkově 78 miliónů Slovanů. 
Na mapě je mnoho různých popisků, které jsou podle typu odlišeny různými písmy. Velké tučné písmo popisuje národy (např. Čechové, Poláci), velké s nevyplněnými liniemi značí jednotlivé země (např. Uhry, Halič) a menší popisky podle své velikosti rozlišují velikost měst. Velké nápisy se přizpůsobují mapě tak, aby nekřížily hranice států či národů, a proto v nich občas vznikají větší mezery. 
Co se týče názvů českých měst, můžeme si povšimnout některých zajímavostí. Z důvodů odlišnosti názvosloví od dnešního se můžeme setkat se jmény jako Karlovary (Karlovy Vary), Liberk (Liberec), Hradec (jak místo Jindřichova Hradce, tak místo Hradce Králové) a dalšími.
Kolorování mapy ukazuje, že národnostní osídlení ne vždy dosahuje až ke hranicím státu. V severozápadní oblasti Haliče jsou dokonce některá malá pole nevybarvena, protože zde pravděpodobně převažuje jiný národ. V legendě však chybí barevné označení pro národnost Maďarů, která je ale na mapě označena růžově. Červené značení hranic kopíruje kromě celé Říše i některé vnitřní hranice zemí, ne však všechny.

## Historie
Mapa vznikla ke konci období, které je označováno jako národní obrození. Autor zeměvidu Pavel Josef Šafařík (1795–1861), syn slovenského evangelického kazatele, se na něm také podílel. Byl básník, jazykovědec, historik, profesor, ředitel, redaktor a editor. Za jeho největší přínos je považována jeho práce v oblasti jazykovědy, co se týče komparatistiky, pravopisu a terminologie. Věnoval se slovanským jazykům a jejich historii. Díky zásluhám v oblasti jazyka a literatury se stal členem královské Varšavské společnosti nauk.
Mapa byla zřejmě určena pro širší veřejnost, než předchozím dílo Ethnographische Karte der Österreichischen Monarchie, na kterém se podílel s Barghausem, Bernhardim a dalšími a které vyšlo v němčině. Zeměvid je méně podrobný. Uvádí zde také jen základní rozdělení – Slované, Němci, Vlaši, Valaši, Maďaři a Uhři a podrobněji rozvádí pouze Slovany. U zbylých národností uvádí jen počty zokrouhlené na miliony. Německá mapa obsahuje mnohem podrobnější legendu, zachycuje také poledníky a rovnoběžky, jsou zde vyznačeny hory šrafováním, železniční tratě černobílou linií. Zachycuje také podrobněji i okolní státy, ne jen území Rakouské říše jako Zeměvid. 
Ve svém předcházejícím česky popsaném díle Čechové. Moravané. Šafařík ještě používá starý pravopis, kdy místo hlásky „h“ píše „g“ (stejně jako i v některých dalších dílech) a místo „v“ hlásku „w“. Je tam uvedena např. Praga místo Praha. V Slovanském zeměvidu a pozdějším Národním zeměvidu již používá nový pravopis s „h“ a „v“. Ve všech těchto třech dílech však užívá hlásku „j“ místo předchozího „g“ vyslovovaného jako „j“.
Tento zeměvid vyšel v 41. čísle v Prostonárodních Holomouckých novinách vydávaných Helceletem a Hanušem, které vycházely v letech 1848–1849. Ignác Jan Hanuš byl vysokoškolským profesorem filosofie ve Lvově a později v Olomouci a v Praze. MUDr. Jan Evangelista Helcelet pracoval jako lékař, profesor a poslanec a založil brněnský Sokol. Dále se na tisku mapy podílel Alois Škranicl, knihtiskař.